# Королівська битва (2006)
Королівська битва (2006) (анґл. Royal Rumble (2006)) — це щорічне pay-per-view-шоу, яке проводить федерація реслінґу WWE. Шоу пройшло 29 січня 2006 року в Американ-Ерлайнс-арена(англ. American Airlines Arena) у Маямі, Флорида (США). Це було 19 шоу в історії «Королівської битви». Шість матчів відбулися під час шоу, та ще один перед показом.

## Галерея

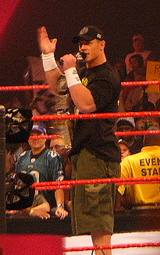
John Cena
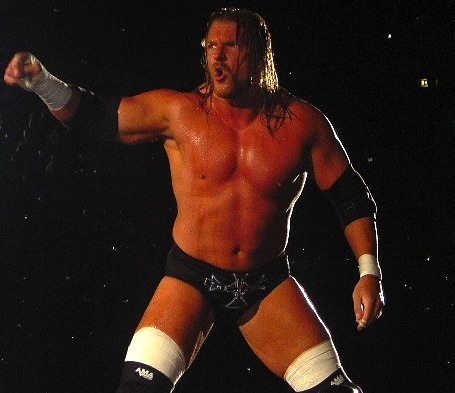
Тріпл Ейч
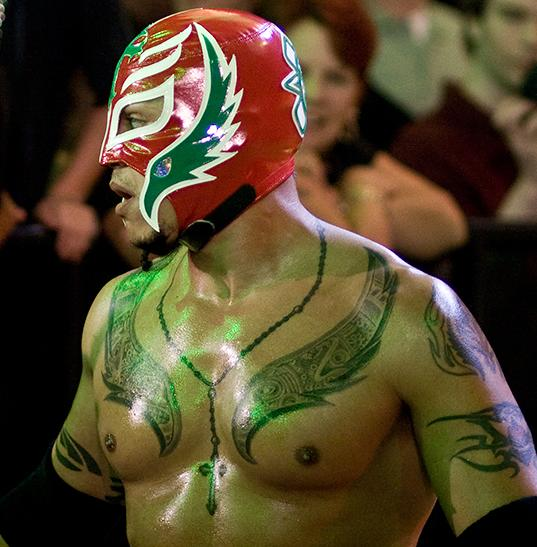
Рей Містеріо
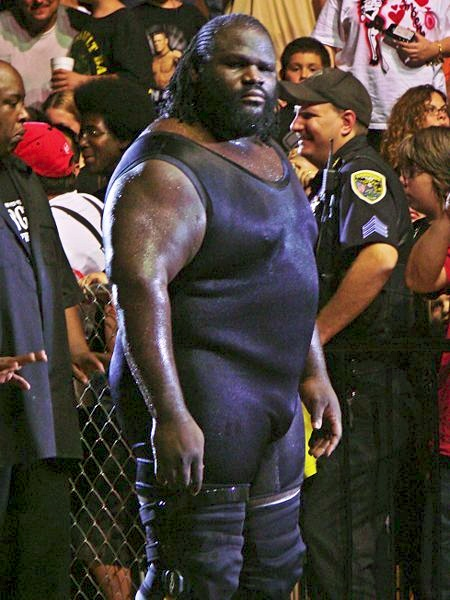
Марк Генрі